# Post-polio
Zespół post-polio – zespół poporażenny pojawiający się w kilkadziesiąt lat po ostrym zapaleniu rogów przednich rdzenia, chorobie Heinego-Medina.

## Etiologia
Istnieje kilka hipotez:
- Być może stres metaboliczny w trakcie ostrego stanu zapalnego komórek rogów przednich może przyczynić się w późniejszym etapie do ich dalszego zaniku. Czynnikiem wyzwalającym mógłby być teoretycznie stan przeciążenia jednostek ruchowych nadmiernym wysiłkiem mięśni dotychczas wydolnych, nakładający się na postępujący z wiekiem proces starzenia się włókien.[1]
- teoria autoimmunologiczna – poparciem tej tezy może być obecność nacieków zapalnych w obrębie mięśni, jak i rdzenia.[1]
- Bierze się również pod uwagę reaktywację pierwotnego zakażenia z pozostającego w utajeniu wirusa polio.[2]

Cechą charakterystyczną zespołu jest zajęcie nowym procesem zarówno mięśni objętych porażeniem w okresie ostrej choroby, jak i mięśni, które do tej pory wydawały się być nieuszkodzone.
Pojedyncze doniesienia sugerują również autoimmunologiczny charakter zespołu – w płynie mózgowo-rdzeniowym izolowano przeciwciała IgG skierowane przeciwko wirusowi polio.

## Objawy
- W 25-60% kilkadziesiąt lat po zachorowaniu pojawiają się ponownie objawy osłabienia mięśni w postaci wolno narastającego wiotkiego niedowładu mięśni z ich zanikiem i fascykulacjami (stąd właściwsza angielska nazwa: PPMA – postpolio progressive muscular atrophy).

- PPS (postpolio syndrome) obejmuje swoją definicją szersze spektrum objawów. Oprócz nowego niedowładu mięśni obserwuje się uczucie zmęczenia, zaburzenia poznawcze, zaburzenia snu i odczuwania bólu. Zmęczenie jest opisywane u ok. 90% pacjentów po przebytym polio. Nasilone objawy prowadzą do zaburzeń funkcjonowania w życiu codziennym.

## Kryteria rozpoznania
Kryteria przyjęte przez większość badaczy opracował w 1972 r. Mulder i wsp. i obejmują one:
- epizod przebytego poliomyelitis w wywiadzie,
- obecność resztkowych objawów klinicznych potwierdzonych wywiadem, badaniem fizykalnym lub badaniem elektromiograficznym,
- co najmniej 15-letnia stabilizacja objawów neurologicznych,
- stopniowe lub rzadziej nagłe wystąpienie nowych objawów, tj. osłabienia, nużliwości oraz zaników mięśni lub ogólnej wydolności fizycznej,
- wykluczenie innych schorzeń o podobnych objawach klinicznych.